# BattleLore
BattleLore ist ein kartengetriebenes Fantasy- und Miniaturen-Strategiespiel für zwei Personen und zugleich ein ausbaufähiges Spielesystem des amerikanischen Spieleautors Richard Borg, das 2006 im Verlag Days of Wonder auf Englisch, Deutsch und Französisch erschien und auf dem Command-and-Colors-Spielsystem des Zweite-Weltkrieg-Strategiespiels Memoir '44 aufbaut. In der Folge erschienen mehrere Erweiterungen, die die strategischen Möglichkeiten und die Truppentypen erweitern sollten. 2011 wurde es von Fantasy Flight Games erneut veröffentlicht, wo 2014 auch die überarbeitete zweite Auflage mit einer veränderten Hintergrundstory erschien.

## Thema und Ausstattung
Bei BattleLore handelt es sich um ein Strategiespiel für zwei Personen, das in einer Fantasy-Welt im mittelalterlichen Europa lokalisiert ist und mit jeweils einem Set von Miniaturen gespielt wird. Bei dem Spiel treten zwei Kontrahenten mit ihren Armeen in einer Schlacht gegeneinander an, die durch ein Szenario vorgegeben wird, und versuchen jeweils, ihren Gegner in Kämpfen zu besiegen. Das Spiel findet auf einem Spielfeld aus hexagonalen Feldern statt, die für jede Figur jeweils eine Bewegung in sechs Richtungen ermöglicht. Die Züge werden durch Karten gesteuert, die die Spieler aus der Hand spielen und die ihnen verschiedene strategische Möglichkeiten erlauben. Wie bei dem Geländespiel Capture the Flag versuchen die Spieler, möglichst viele Siegfahnen erobern und so das Spiel zu gewinnen.
Das Spielmaterial der Basisausgabe besteht neben der Spielanleitung aus:
- einem doppelseitig bedruckten Spielplan,
- 217 Spielfiguren, davon 166 Menschen, 30 Kobolde, 30 Zwerge und eine Riesenspinne,
- 58 Flaggen, Standarten und Wimpel, und 12 zusätzliche Fahnen,
- 2 Machtkelche,
- 12 Kampfwürfel,
- 24 Meisterscheiben,
- 6 doppelseitige Geländemarker,
- 6 doppelseitige Schildermarker,
- 36 Machtplättchen,
- 12 Symbolplättchen,
- 6 Statusplättchen,
- 46 doppelseitige Spielplan-Auflagen,
- 60 Befehlskarten, davon 42 Bereichskarten und 18 Taktikkarten,
- 60 Machtkarten, davon je 15 Zauberer-, 15 Kleriker-, Schurken- und Kriegermachtkarten,
- 42 Übersichtskarten,
- 10 Kartenhalter,
- 2 Kriegsratsübersichtkarten, und
- ein BattleLore-Szenarioheft.

## Spielweise
Das Spiel ist rundenbasiert und die Spieler spielen jeweils abwechselnd ihre Züge. Gespielt wird auf einem Spielbrett auf hexagonalen Feldern mit einer szenarioabhängigen Landschaft, dass zwischen den beiden Spielern positioniert wird. Die Spieler platzieren ihre Einheiten in Form von Miniaturen ebenfalls nach den Szenariovorgaben, dabei besteht eine Einheit immer aus einem Fahnenträger und in der Regel weiteren Figuren. Der Fahnenträger gibt an, welche Art von Einheit von den Figuren gebildet wird, die gemeinsam auf einem Hex-Feld stehen und zusammen gezogen wird. Zugleich ist der Fahnenträger immer die letzte Figur einer Einheit, die besiegt und vom Feld genommen werden kann. Zudem hat jede der beiden Fraktionen jeweils ein spezifisches Banner, das die Zugehörigkeit der Truppen zu dieser Seite anzeigt. Das Spielfeld ist zudem durch gestrichelte Linien in drei vertikale Zonen aufgeteilt, die als rechter und linker Flügel und Mitte bezeichnet werden.
Jeder Zug eines Spielers startet mit dem Ausspielen einer Befehlskarte, die die danach folgende Aktion vorgibt. Dabei gibt es Karten, die ein Vorrücken der Truppen in einer oder mehrerer Sektionen vorgibt, oder Taktikkarten. Der Zug selber ist unterteilt in eine Bewegungsphase, bei der sich die Figuren entsprechend der Befehlskarte bewegen, und eine Kampfphase, in der alle Truppen entsprechend ihrer individuellen Kampfeigenschaften ihre Angriffe und Gegenangriffe durchführen. Die Kämpfe werden mit Hilfe der Kampfwürfel ausgewürfelt, wobei die Anzahl der Würfel abhängig von der jeweiligen Einheit variiert. Die Würfel zeigen jeweils einen roten, einen blauen und einen grünen Helm, eine Schwert mit Schild, eine schwarze Rückzugsllagge und ein durch mehrere Rauten symbolisiertes Machtsymbol.
Die Gewinnbedingungen des Spiels variieren je nach Szenario. In der Regel gewinnt der Spieler, der zuerst eine bestimmte Anzahl von Siegfahnen gewonnen hat, wobei eine Siegfahne durch das Besiegen einer Einheit und deren Fahnenträger, durch die Eroberung vorgegebener Areale mit Schildermarkern oder durch andere Siegbedingungen errungen werden kann.

## Ausgaben und Rezeption
Das Spiel BattleLore wurde von dem amerikanischen Spieleautor Richard Borg auf der Basis seines Strategiespiels Memoir '44, bei dem zwei Kontrahenten Schlachten des Zweiten Weltkriegs gegeneinander spielen, entwickelt und 2006 bei dem Verlag Days of Wonder auf Englisch, Deutsch und Französisch veröffentlicht und bis 2008 vertrieben, bevor es von Fantasy Flight Games übernommen und 2011 in einer angepassten Fassung neu aufgelegt wurde. 2007 wurde BattleLore bei den International Gamers Awards als bestes 2-Spieler-Strategiespiel nominiert, jedoch nicht ausgezeichnet. 2014 erschien eine inhaltlich überarbeitete zweite Auflage des Spiels von Fantasy Flight Games, bei der das Spiel in der auch bei anderen Spielen des Verlages verwendeten Fantasy-Spielwelt Terrinoth angesiedelt und an diese angepasst wurde. Aufbauend auf BattleLore wurde zudem das Spiel Battles of Westeros entwickelt, das in der Fantasywelt des Romans Das Lied von Eis und Feuer von George R. R. Martin, der Romanvorgabe der Fernsehserie Game of Thrones, angesiedelt ist.
Zu dem Spielesystem sind sowohl für die erste wie auch für die zweite Auflage mehrere Ergänzungen erschienen, die zusätzliches Spielmaterial einbringen und damit zusätzliche Szenarien und Spielvarianten ermöglichen. Mit Hilfe der Ergänzungen ist es zudem möglich, das eigentlich für zwei Personen konzipierte Spiel mit bis zu vier oder sechs Spielern zu spielen. Dabei sind folgende Erweiterungen erschienen.
BattleLore
- Bergriese (2006)
- Erdelementar (2006)
- Der Hundertjährige Krieg (2007)
- Die schottischen Kriege (2007)
- Zwergen-Bataillon (2007)
- Kobold-Scharmützler (2007)
- Kobold-Plünderer (2007)
- Epic BattleLore (2007)
- Zu den Waffen (2007)
- Für Troll und Vaterland (2008)
- Helden (2009)
- Drachen (2010)
- Horrific Hordes (2010, nur englisch und französisch)
- Creatures (2010, nur englisch und französisch)
- Bearded Brave (2010, nur englisch und französisch)
- Code of Chivalry (2010, nur englisch und französisch)

BattleLore, 2. Auflage
- Kriegsmeute von Scorn Armee-Pack (2015)
- Rasierklingenflügler Verstärkungspack (2015)
- Bergriese Verstärkungspack (2015)
- Die Wächter von Hernfar Armee-Pack (2015)
- Herolde von Dreadfall Armee-Pack (2015)
- Großer Drache Verstärkungspack (2015)
- Schrecken aus dem Nebel Armee-Pack (2015)

2014 veröffentlichte Fantasy Flight Games zudem eine Computerspielumsetzung von BattleLore unter dem Namen BattleLore Command, die sowohl für Android und iOS wie auch via Steam vertrieben wird.

## Belege
1. 1 2 3 4  Spielregelbuch für BattleLore, Days of Wonder 2006.
2. ↑  Versionen von BattleLore in der Datenbank BoardGameGeek; abgerufen am 20. August 2018.
3. ↑  Battles of Westeros in der Spieledatenbank BoardGameGeek (englisch)
4. ↑  BattleLore Command bei Fantasy Flight Games; abgerufen am 20. August 2018.